# Perrenato de sódio
Perrenato de sódio (também conhecido como Renoato de Sódio(VII)) é o composto inorgânico com a fórmula NaReO4 é um sólido branco cristalino que é solúvel em água. É um precursor comum dos compostos de rênio. Sua estrutura lembra a do perclorato de sódio e do permanganato de sódio.

## Preparação
Pode ser preparado por tratamento do heptóxido de rênio com base ou por troca iônica do sal de potássio.

## Reações
Reage com sódio em etanol para dar nonahidridorenato. E com soluções de polissulfeto para dar tetratiorerato.